# Civilization (серія)
Civilization (укр. Цивілізація) — серія відеоігор жанру глобальних покрокових стратегій, що видається з 1991 року і донині. Остання номерна сьома частина вийшла у 2025 році.
В іграх серії гравець виступає в ролі лідера певної цивілізації (нації), що веде її від кам'яної доби до космічної ери. Для цього гравець засновує та розбудовує міста, розвиває науки та технології, культуру і релігії, розвиває дипломатичні відносини. В усіх іграх використовується дискретна (розбита на клітинки) карта, квадратні чи шестикутні. Характерною особливістю ігор серії є наявність «Цивілопедії» — енциклопедії ігрового світу, яка також містить статті про всі прототипи з реальної історії, що відтворені у грі.

## Основні ігри серії

Ігровий процес Civilization IV

- Ігровий процес Civilization IVCivilization (1991) — перша гра серії, яка заклала основи ігрового процесу наступних та стала піонером покрокових стратегій свого часу.
- Civilization II (1996) — розвивала ідеї попередньої гри, пропонуючи нові можливості й поглиблення старих. На відміну від Civilization, виконана в більш деталізованій ізометричній проєкції, а не з видом згори.
  - Conflicts in Civilization (1996) — доповнення, що внесло нові сценарії розвитку цивілізації, історичні та фантастичні (майбутнього, фентезі та розвитку на інших планетах). Також додало можливість простого створення власних модифікацій гри.
  - Fantastic Worlds (1997) — надавало додаткові виключно фантастині сценарії.
  - Test of Time (1999) — самостійне доповнення, що внесло вдосконалення графіки, зокрема анімації, мультиплеєр і нові фантастичні кампанії.
- Civilization III (2001) — мала якіснішу ізометричну графіку, більшу різницю у розвитку різних цивілізацій, ввела концепцію культури.
  - Play the World (2002) — додало нові цивілізації, споруди, юнітів, а також режими гри.
  - Conquests (2003) — додало нові цивілізації, характеристики цивілізацій, і вдосконалило графіку.
- Civilization IV (2005) — перша гра серії, виконана в тривимірній графіці, хоча перспектива за промовчуванням лишилася ізометричною. Ввела набір військами досвіду, систему видатних людей і релігій, здоров'я містян.
  - Warlords (2006) — додало васальні держави, нові цивілізації, юнітів, будівлі, сценарії та особливий тип видатних людей — воєначальників.
  - Beyond the Sword (2007) — додало корпорації, шпигунство, випадкові події, уточнення стартових налаштувань і перемог.
- Civilization Revolution (2008) — спеціальна гра для гральних консолей. Мала спрощений ігровий процес для зручності управління цивілізацією.
- Civilization V (2010) — перша гра серії, що використовувала шестикутну розмітку карти замість квадратної. Мала осучаснену графіку і вдосконалені дипломатію з релігією, а також перероблену поведінку штучного інтелекту.
  - Gods & Kings (2012) — містило вдосконалену систему бою, нові тактичні можливості, перероблене і більш відповідне історичним епохам «дерево технологій», нові цивілізації, юнітів, споруди, ресурси і технології.
  - Brave New World (2013) — додавало ідеології, світовий конгрес як новий рівень дипломатичних відносин, систему шедеврів мистецтва і артефактів, нові цивілізації, юнітів, споруди та вдосконалення.
- Civilization: Beyond Earth (2014) — присвячена темі колонізації іншої планети вихідцями з Землі. Мала особливі набори ресурсів, переконань, загальні спрямування розвитку цивілізації, відповідно до своєї науково-фантастичної тематики.
  - Rising Tide (2015) — додало освоєння водних просторів, вдосконалену дипломатію і систему артефактів.
- Civilization VI (2016) — внесла такі зміни як районування міст, об'єднання загонів та гнучкі схеми управління цивілізацією. Вирізняється більш мультиплікаційним стилем зображення.
  - Rise and Fall (2018) — додало систему темних, золотих, звичайних та героїчних епох, губернаторів, лояльність, кризи, історичні моменти та союзи.
  - Gathering Storm (2019) — урізноманітнило ігровий процес природними лихами і екологічними факторами, надало футуристичні технології.
- Civilization VII (2025) — запровадила зміни цивілізацій впродовж історії та зменшила кількість епох.

## Ігровий процес

Ігровий процес в Civilization VI

### Основи
Гравець керує розвитком цивілізації, ведучи її крізь століття до поставленої мети. Перемога досягається у різних сферах, від релігії до світового панування. Кожна цивілізація має свого лідера, який представляє її впродовж усього розвитку. В першій грі серії цивілізації відрязнялися тільки за кольором. У пізніших мають унікальних юнітів (війська, будівельники, шпигуни і т. д.), будівлі та схильності. Основний ігровий процес відбувається на карті світу, де позначені материки, моря, важливі об'єкти. Карта поділена на клітинки, за якими визначаються володіння цивілізації, ліміти на будівництво, дальність руху юнітів.
Гра відбувається покроково, коли за один крок можна виконати одне замовлення на будівництво чи найм в місті, перемістити юніт на певну кількість клітинок. Кількість затрачених загалом кроків визначає поточний рік в ігровому світі. Існує межа якісного розвитку, коли всі винаходи і досянення цивілізації виконано.
Впродовж розвитку можливо змінити устрій та форму правління, наприклад, провести цивілізацію від племінного ладу і феодалізму до демократії. Кожна форма правління має свою спеціалізацію. До прикладу, фашизм дає переваги у війні, а теократія в поширенні релігії.

### Міста
Основу цивілізації складають міста, поки є принаймні одне, цивілізація існує. В містах замовляються юніти, зводяться споруди, в тому числі особливі чудеса світу. Місто поширює на навколишні клітинки зону впливу, в якій можливе будівництво і яка вважається володіннями цивілізації. Між клітинками також розподіляються жителі для виконання роботи.
Кожне місто має окремий рівень свого розвитку і продуктивності, але добуті в зоні його впливу ресурси сумуються. Багато споруд передбачають своє вдосконалення, за якого підвищують продуктивність і отримують додаткові можливості. Чудеса світу є унікальними на весь світ спорудами, які дають значні переваги і цивілізації змагаються за володіння ними.
На карті світу трапляються міста-держави — малі цивілізації, які не можуть самі розвиватися та мають лише одне місто. Проте вони можуть мати війська і завойовувати інші міста. Велика цивілізація здатна приєднати до себе місто-державу, за що отримає постійний прибуток якихось ресурсів.

### Юніти
Юнітами називаються спеціалізовані одиниці — люди чи техніка. Існують робітники, піхотинці, військова техніка, авіація, кораблі і т. д. На карті світу юніт представляється однією чи кількома моделями, які мають дальність руху на крок, рівень здоров'я та додаткові, відповідні їхній спеціалізації, параметри. Як і правителі та споруди, вони існують скільки завгодно часу, якщо не будуть знищені. В міру розвитку технологій юніти отримують можливість вдосконалитися. Так, броненосець може перетворитися на крейсер, якщо оплатити його модернізацію. Крім того війська отримують досвід, в міру чого їхні парметри зростають.

### Ресурси
Підтримання цивілізації та її розвиток вимагають базових ресурсів, для видобутку яких служать шахти, лісопилки та інші споруди. Унівесальною валютою служить золото, що отримується головним чином від таких установ, як ринки і банки, а також торгових караванів, прокладених між містами. Наукові установи дають очки науки, а культурні — очки культури, які необхідні для відкриття нових технологій. Кожна технологія дозволяє будувати нові споруди, замовляти нових юнітів, здійснювати вдосконалення, розвідувати й використовувати джерела нових ресурсів. Одна технологія веде до однієї чи кількох інших, утворюючи «дерево технологій». Люди потребують їжі, а коли є її надлишок, населення міста зростає. В пізніших іграх було введено параметр щастя, який визначає як віддано населення працює. Незадоволене діями правителя, живучи в поганих умовах, воно працює гірше, а може і збунтуватися, спричиняючи громадянські війни. Священні місця генерують очки віри, за які наймаються проповідники, котрі навертають міста у свою віру. Кожна релігія певним чином модифікує життя цивілізації, даючи свої переваги і обмеження. Виробництво визначає як швидко в даному місті виконується будівництво і наймання юнітів. Воно визначається всіма майстернями фабриками міста. Багато споруд одночасно дають прибуток кількох видів ресурсів. Так, порт дає їжу і виробництво.
Крім того існують бонусні ресурси, що не є критичними, але не їхні джерела рідкісні, тому такими ресурсами вигідно торгувати. До них належать фрукти, худоба, злаки, артефакти старовини. Особливо рідкісні ресурси, такі як алмази, прянощі, шовк, складають категорію рідкісних ресурсів та дають значну вигоду в торгівлі.
Особливі стратегічні ресурси дають вагомі переваги в прогресі, оскільки дозволяють використовувати ключові технології. Так, залізо необхідне для створення залізної зброї, камінь — для зведення мурів, алюміній — для авіації, уран — для атомних електростанцій.

### Дипломатія
Цивілізації можуть налаштовувати між собою відносини, укладати договори про торгівлю, альянси, або ж війну. Кожну цивілізацію представляє її лідер, що також дає унікальні бонуси цивілізації. Існує поступовість у відносинах, тому, наприклад, неможливо укласти альянс, спершу не будучи в дружніх відносинах.

## Україна в Civilization
Історичне надбання української цивілізації присутнє у всіх серіях гри. Так у першій та другій частинах Росія може заснувати місто Київ, а з третьої по шосту у грі присутні козаки як унікальний юніт Росії. У п'ятій частині серед міст-держав присутній і Київ, як місто із розвинутою культурою. У Civilization: Beyond Earth серед сторін присутній "Слов'янський союз", до якого входять усі слов'янські держави. У шостій грі серії серед ігрових націй відразу доступні Скіфи. Також у грі присутні країни-сусіди України, такі як: Польща та Угорщина, а також Грузинське Царство.